# 1904

## Esdeveniments
Països Catalans
- 3 de gener, Barcelona: s'hi publica el primer número d'En Patufet, el primer setmanari infantil en català.[1]
- 5 d'abril, Barcelona: a instàncies d'entitats com l'Ateneu Barcelonès o el Foment del Treball Nacional, Francesc Moragas i Barret funda la Caixa de Pensions per a la Vellesa i d'Estalvis de Catalunya i Balears.
- 6 d'abril: Primer partit d'una Selecció de futbol de Catalunya.[2]
- 19 de maig, Barcelona: Comença a publicar-se per fulletons a la revista «Joventut» la novel·la Solitud, de Caterina Albert.[3]
- 9 de juny - Barcelona: Inauguració de la Presó Model de Barcelona o Presó Cel·lular Nova.[4]
- 1 de juliol: Desapareix per reial decret el municipi de Sant Pere de Terrassa, les parts del qual són repartides entre els de Terrassa, Sabadell i Rubí.
- 8 de setembre, Roquetes, Baix Ebre: fundat per la Companyia de Jesús, hi comença a funcionar l'Observatori de l'Ebre.
- 8 de desembre, Sabadell: Debuta l'Orfeó de Sabadell.[5]
- 25 de setembre, Castellar del Riu, Berguedà: s'hi celebra per primera vegada l'aplec del Pi de les Tres Branques.[6]

Resta del món
- 8 de febrer, Lüshun, Dalian, Xina: el Japó ataca per sorpresa la potent flota russa de l'extrem Orient ancorada a Port Arthur: hi comença la Guerra russo-japonesa.
- 4 de març, Corea: l'exèrcit japonès en fa fugir les tropes russes cap a la Manxúria, Guerra russojaponesa).
- 18 d'abril, París, França: fundat per Jean Jaurès, hi ix el primer número del diari L'Humanité, que el 1920 esdevindrà de tendència comunista.
- 16 de novembre, Londres, Regne Unit: John A. Fleming patenta el díode d'incandescència o vàlvula termoiònica que havia inventat basant-se en l'efecte Edison, que William J. Hammer, un dels enginyers d'Edison, havia descobert el 1883; aquest fet es considera l'inici de l'electrònica.
- 27 de desembre, Londres, Regne Unit: s'hi fa la primera representació de "Peter Pan", de James Matthew Barrie, al Duke of York's Theatre.
- Premi Nobel de Literatura per a Frederic Mistral
- Tornado a Moscou[7]
- Jocs Olímpics de Saint Louis
- Reelegit Theodore Roosevelt com a president dels EUA
- Inici de les Guerres Herero.[8]
- Llei del descans dominical que consagra el diumenge com a dia de descans laboral.
- Santiago Ramón y Cajal descriu la textura del sistema nerviós.[9]
- Acord entre França i Espanya per repartir el seu domini al Marroc[10]
- Inici de les grans immigracions de jueus russos a Palestina.[11]
- Theodor Boveri descobreix que a cada espècie el nombre de cromosomes és constant
- Publicació de l'assaig de Max Weber Ètica protestant i esperit del capitalisme i del El retrat de Dorian Gray d'Oscar Wilde
- S'inicia la publicació de la tira còmica Abe Martin of Brown County

### Premis Nobel
| Camp                  | Guardonats                          |
| --------------------- | ----------------------------------- |
| Física                | - Lord Rayleigh                     |
| Química               | - William Ramsay                    |
| Medicina o Fisiologia | - Ivan Petróvitx Pàulov             |
| Literatura            | - Fréderic Mistral - José Echegaray |
| Pau                   | - Institut de Droit International   |

## Naixements
Països Catalans
- 9 de gener - Barcelona:
  - Josep Miracle i Montserrat, escriptor i lingüista català.
  - Josep Coll i Britapaja, compositor, especialment de sarsueles.
- 9 de febrer - Barcelona: Elisabeth Mulder, escriptora, poeta i narradora, traductora, periodista i crítica literària catalana en castellà (m. 1987).[12]
- 22 de març, Barcelona: Pepeta Gelabert o Pepita Gelabert, actriu característica (m. 1977).[13]
- 1 d'abril - Alcoi: Juan Gil-Albert Simón, poeta i assagista valencià (m. 1994).[14]
- 11 d'abril - Barcelona: Pepita Barba –després Josefa Barba-Gosé Flexner–, científica catalana que el 1937 s'exilià als Estats Units (m. 2000).[15]
- 21 d'abril - Barcelona, Barcelonès: Anna Murià i Romaní, escriptora, traductora i periodista catalana.[16]
- 11 de maig - Figueres (Alt Empordà): Salvador Dalí, pintor català.[17]
- 12 de maig - Barcelona, Província de Barcelona: Miquel Coll i Alentorn, polític, president del Parlament de Catalunya entre 1984 i 1988 (m. 1990).[18]
- 18 de maig - Barcelona: Àngels Ferrer i Sensat, pedagoga catalana (m. 1992).[19]
- 2 de juny - Timişoara, Imperi Austrohongarès: Johnny Weissmüller, esportista i actor nord-americà d'origen hongarès.
- 8 de juny - Alacant: Elena Verdes Montenegro, pintora de la Generació del 27 (m. 1995).[20]
- 18 de juny - Sabadell: Joan Prat i Esteve, Armand Obiols, escriptor, periodista i crític literari català.[21]
- 22 de juny - Manresa: Ignàsia Salvans i Casas, metgessa especialitzada en ginecologia i farmacèutica (m. 1970).[22]
- 26 de juny - Palma: Mariana d'Ibarra i Montís, entomòloga mallorquina, especialista en lepidòpters (m.1990).[23]
- 13 de juliol - Valènciaː María Mercedes Maestre Martí, metgessa valenciana, exiliada republicana.[24]
- 13 de setembre - Barcelona: Miquel Brasó i Vaqués, historiador i arqueòleg gracienc.[25]
- 27 de setembre - Barcelona: Maria Teresa Gibert i Perotti, periodista i política catalana (m. 1991).[26]
- 12 d'octubre - Sant Vicenç de Castellet: Maria Gispert i Coll, escriptora i política catalana (m. 1976).[27]
- 14 d'octubre - Perpinyà: Jean Marcellin Joseph Calixte Gilles, general nord-català de l'exèrcit francès.
- 22 d'octubre - Nova York: Constance Bennett, actriu estatunidenca, una de les més populars de la seva època (m. 1965).[28]
- 12 de novembre - Bordeus: Miriam Astruc, arqueòloga francesa, pionera en l'arqueologia feniciopúnica.[29]
- 23 de novembre - Camprodon: Carme Barnadas i Gorina o Gurina, pintora catalana (m. 1979).[30][31]
- 20 de desembre - Castelló de la Plana: Bernat Artola i Tomàs, poeta valencià.
- Barcelona: Euda Solé i Ventura, esmaltadora de vidre i ceramista catalana.[32]

Resta del món
- 18 de gener, Bristol, Anglaterra: Cary Grant, actor de cinema anglès.
- 22 de gener, Valladolid: Pedro Urraca Rendueles, policia espanyol de l'aparell repressor del franquisme a l'exterior, va ser qui va detenir i deportar el president Lluís Companys l'agost de 1940.
- 26 de gener, París, França: Seán MacBride, cofundador d'Amnistia Internacional, Premi Nobel de la Pau el 1974.
- 3 de febrer, Pisino d'Istria (ara Pazin, Istria, Croàcia): Luigi Dallapiccola, compositor i pianista italià (m. 1975).[33]
- 11 de febrer - Alès: Lucile Randon, supercentenària occitana (m. 2023).
- 16 de febrer, Milwaukee, Wisconsin, EUA: George F. Kennan, diplomàtic i conseller governamental nord-americà, figura clau a la Guerra Freda.
- 1 de març, Clarinda (Iowa), EUA: Glenn Miller, compositor estatunidenc (m. 1944).[34]
- 2 de març, Považská Bystrica, Eslovàquia: Irena Blühová, fotògrafa social eslovaca (m. 1991).[35]
- 6 de març, Bilbao (País Basc)ː José Antonio Aguirre, polític. Fou el primer Lehendakari escollit l'octubre de 1936 (m. 1960).
- 7 de març, Halle (Alemanya): Reinhard Heydrich va ser un SS-Obergruppenführer, cap de l'Oficina Principal de Seguretat del Reich (incloent la Gestapo, la SD i la Kripo), i governador del Reich de Bohèmia i Moràvia (m. 1942).[36]
- 12 de març, Orenburg, Rússia: Liudmila Kéldix, matemàtica coneguda per la teoria de conjunts i la topologia geomètrica (m. 1976).[37]
- 23 de març, San Antonio, Texas: Joan Crawford, actriu estatunidenca (m. 1977).[38]
- 26 de març, Mineral del Hondo Coahuila,(Mèxic): Emilio Fernández Romo, director, actor i productor de cinema mexicà molt conegut pel malnom de L'Indi (m. 1986).[39]
- 8 d'abril, Warwick (Warwickshire), Anglaterra: John Hicks, economista guardonat amb el Premi Nobel d'Economia el 1972.[40]
- 17 d'abril, Londres: Irene Manton, botànica britànica, estudiosa de les falgueres (m.1988).[41]
- 22 d'abril:
  - Nova York, EUA: Robert Oppenheimer, físic estatunidenc, director del Projecte Manhattan per al desenvolupament de la Bomba atòmica (m. 1967).[42]
  - Vélez-Màlaga: María Zambrano, filòsofa, assagista i professora espanyola (m. 1991).[43]
- 2 de maig, Tacoma, Washington: Bing Crosby, cantant,ballarí i actor nord-americà.
- 8 de maig, Zamora: Amparo Barayón, anarquista espanyola, afusellada en la Guerra Civil.[44]
- 9 de maig, Elberfeld, Alemanya: Grete Stern, dissenyadora i fotògrafa alemanya-argentina, alumna de la Bauhaus (m. 1999).[45]
- 21 de maig, Nova York: Fats Waller, pianista i organista de jazz, cantant i director d'orquestra nord-americà (m. 1943).[46]
- 31 de maig, Saint Petersburg, Rússia: Vera Volkova, ballarina russa i professora de ball molt influent en la dansa occidental (m. 1975).[47]
- 1 de juny, Weimar: Karla Grosch, ballarina alemanya, professora a la Bauhaus (m. 1933).[48]
- 8 de juny, Chenecey-Buillon (Doubs)ː Alice Rahon, poetessa i artista francesa/mexicana (m. 1987).[49]
- 18 de juny, París, França: Manuel Rosenthal, director d'orquestra i compositor francès (m. 2003).[50]
- 5 de juliol, Kempten, Alemanya: Ernst Walter Mayr, biòleg evolutiu alemany (m. 2005).[51]
- 10 de juliol, Blaye, França, Lili Damita, actriu de cinema franco-estatunidenca (m. 1994).[52]
- 12 de juliol, Parral, Xile: Pablo Neruda, poeta en castellà, premi Nobel de Literatura de l'any 1971 i diplomàtic xilè (m. 1973).[53]
- 14 de juliol, Imperi Rus: Isaac Bashevis Singer, escriptor polonès que serà Premi Nobel de Literatura de l'any 1978 (m. 1991).[54]
- 16 de juliol - Zagarolo (Itàlia): Goffredo Petrassi, compositor de música italià (2003).[50]
- 23 de juliol, París (França): Georges Hugon, compositor i pianista francès (m. 1980).[50]
- 28 de juliol, Nízhniaia Txiglà, Rússia: Pàvel (m. 1973).Txerenkov, físic, Premi Nobel de Física de l'any 1958 (m. 1990).[55]
- 3 d'agost, Victoria de Durango, Mèxic: Dolores del Río, actriu de cinema mexicana (m. 1983).[56]
- 16 d'agost - Ridgeville, Indiana (EUA): Wendell Meredith Stanley, químic i bioquímic nord-americà, Premi Nobel de Química de 1946 (m. 1971).[57]
- 22 d'agost - Guang'an, Sichuan, Xina: Deng Xiaoping, polític xinès, màxim líder de la República Popular de la Xina des de 1978 fins als últims anys de la seua vida (m. 1997).[58]
- 29 d'agost - Berlín - Alemanya: Werner Forssmann, metge alemany, Premi Nobel de Medicina o Fisiologia de l'any 1956 (m. 1979).
- 2 d'octubre, Berkhamsted, Hertfordshire, Anglaterra: Graham Greene, escriptor, dramaturg, guionista i crític anglès (m. 1991).[59]
- 3 d'octubre, Busan, Corea: Charles J. Pedersen, químic nord-americà, Premi Nobel de Química de l'any 1987 (m. 1989).[60]
- 12 d'octubre, Linli, Hunan (Xina): Ding Ling, nom de ploma de l'escriptora xinesa Zhiang Bingjih (m. 1986)[61]
- 20 d'octubre, Astúries: José María Ovies Morán, actor de cinema i de doblatge, conegut per ser la veu en castellà de Groucho Marx al film Una nit a l'òpera o la del Crist a Marcelino pan y vino (m. 1965).[62]
- 2 de novembre, Berlín: Niddy Impekoven, coreògrafa i ballarina alemanya.
- 21 de novembre, St. Joseph (Missouri): Coleman Hawkins, saxofonista de jazz, swing i bebop (m. 1969).[63]
- 22 de novembre, Lió, França: Louis Eugène Félix Néel, físic francès, Premi Nobel de Física de l'any 1970.
- 25 de novembre, Chengdu (Sichuan) (Xina): Ba Jin (també Pa Chin), en xinès: 巴金,:pseudònim literari de Li Yaotang (en xinès: 李尧棠), també conegut pel seu nom de cortesia Li Feigan (en xinès: 芾甘), escriptor i traductor xinès considerat un dels més importants i més llegits del segle xx (m. 2005).[61]
- 6 de desembre, París, França: Ève Curie, escriptora, periodista, diplomàtica francesa.[64]
- 21 de desembre: Pamplona: Dorotea Barnés González, investigadora química espanyola (m. 2003).[65]
- 25 de desembre: Hamburg (Alemanya): Gerhard Herzberg, físic i químic canadenc d'origen alemany, Premi Nobel de Química de l'any 1971 (m. 1999).
- Saragossa: María Antonia Zorraquino Zorraquino, investigadora i bioquímica espanyola.
- Madrid: Marisa Roesset Velasco, pintora espanyola (m. 1976).[66]

## Necrològiques
Països Catalans
- 15 de gener - el Masnou: Jaume Estapé i Pagès, dramaturg.
- 20 de juny - Barcelona: Valentí Almirall Llozer, polític i membre del Partit Republicà Federal de Francesc Pi i Maragall (n. 1841).
- 1 de juliol - Barcelona: Josep Balari i Jovany, filòleg, hel·lenista, historiador i taquígraf català (n. 1844).
- 4 de novembre - Palma, Mallorca: Emília Sureda i Bimet, poetessa mallorquina (n. 1865).[67]
- 4 de desembre - Madrid: Josefa Pujol de Collado, hel·lenista i periodista espanyola.[68]

Resta del món
- 17 de març, Vitòria: Blanca Catalán de Ocón Gayolá, primera botànica espanyola.[69]
- 1 de maig, Praga, Txèquia: Antonín Dvořák, compositor txec (n. 1841).[50]
- 9 d'abril, París, França: Isabel II, reina d'Espanya (n. 1830).
- 5 de maig, Budapest, Hongria: Mór Jókai, escriptor, periodista i polític hongarès (n. 1825).[70]
- 10 de maig, Londres (Anglaterra): Sir Henry Morton Stanley, de nom de naixement John Rowlands explorador gal·lès que va recórrer l'Àfrica (n. 1841).[71]
- Leo van Aken, pintor belga, especialitzat en pintura històrica i costumista.
- 3 de juliol, Budapest (Hongria): Theodor Herzl, en hongarès: Tivadar Herzl, en hebreu Benjamin Ze'ev (בנימין זאב), escriptor, dramaturg i periodista hongarès(n. 1860).[71]
- 6 de juliol, Vall de Jidebay: Abaj Kunanbajev, escriptor i filòsof kazakh considerat el creador de la literatura nacional kazakh.
- 9 de juliol, Washington: Martha Coston, empresària i inventora de la bengala de Coston.[72]
- 14 de juliol, Clarens, Suïssa: Stephanus Johannes Paulus Kruger, més conegut com a Paul Kruger, líder de la resistència bòer contra el Regne Unit i president de la República de Transvaal a Sud-àfrica (n. 1825).[71]
- 24 de setembre, Copenhaguen, Dinamarca: Niels Ryberg Finsen, metge danès,Premi Nobel de Medicina o Fisiologia1903 (n. 1860).
- 8 d'octubre, Edimburg, Escòciaː Isabella Bird, exploradora, escriptora, fotògrafa i naturalista anglesa del s. XIX (n. 1831).[73]
- 21 d'octubre, Suïssa: Isabelle Eberhardt, jove escriptora que adoptà la vida nòmada de les tribus beduïnes, a finals del S. XIX (n. 1877)[74]